# District de Belgaum
Le district de Belgaum (hindi : बेलगाम जिला) est un district  de l'état du Karnataka, en Inde.

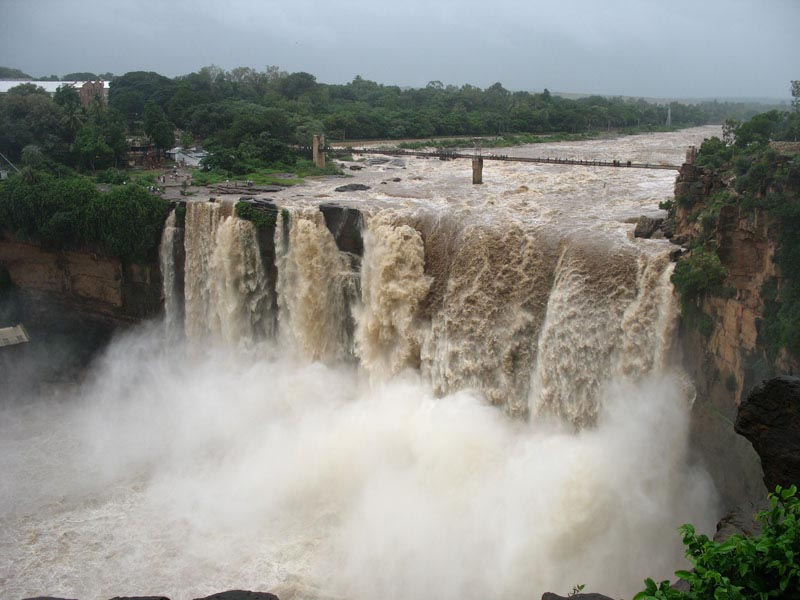
Les chutes de Gokak dans le district de Belgaum.

## Géographie
Au recensement de 2011, sa population était de 4 779 661 habitants pour une superficie de 13 433 km2.
Son chef-lieu est la ville de Belgaum.

## Liste des Tehsil
Il est divisé en dix Tehsil :
- Chikodi
- Athni
- Raybag
- Gokak
- Hukeri
- Belgaum
- Khanapur
- Sampgaon
- Parasgad
- Ramdurg